# Kęstutis Gaška
Kęstutis Gaška (* 28. März 1943 in Žeimelis, Rajongemeinde Pakruojis; † 13. November 2012) war ein litauischer Politiker.

## Leben
Nach dem Abitur 1961 an der  Salomėja-Nėris-Mittelschule Vilnius absolvierte Gaška 1967 das Diplomstudium als Ingenieur an der Filiale Vilnius am Kauno politechnikos institutas. Von 1967 bis 1971 lehrte er am Kauno politechnikumas. Von 1971 bis 1989 studierte Gaška in der Aspirantur, wissenschaftlicher Mitarbeiter und Gruppenleiter am Institut für Halbleiterphysik von Lietuvos mokslų akademija.
1982 promovierte er in Technik.
Von 1992 bis 1996 war Gaška Mitglied im Seimas. Von 2002 bis 2003 arbeitete er im Unternehmen UAB „Mineraliniai vandenys“.
Ab 1992 war Gaška Mitglied von LDDP.